# John McCauley
John Patrick Joseph McCauley, né le 18 mars 1899 à Sydney et mort le 3 février 1989, est un senior commander de la Force aérienne royale australienne (RAAF).

## Biographie

### Jeunesse et début de carrière

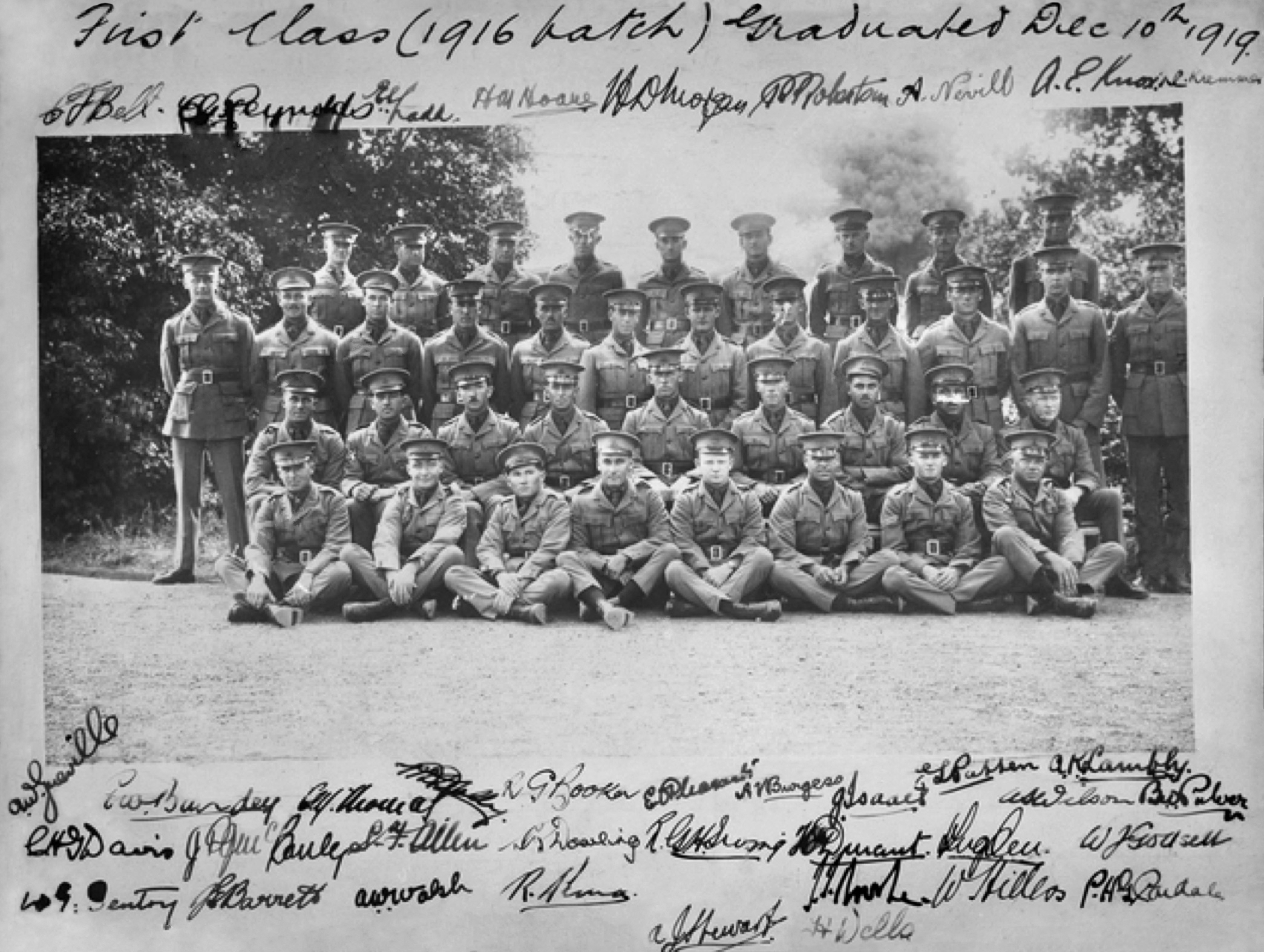
McCauley (deuxième à partir de la gauche, deuxième rangée) avec les autres cadets de sa promotion au Royal Military College, Duntroon, décembre 1919.

Né le  18 mars 1899 à Sydney, John McCauley fréquente le lycée Saint Joseph's College, Hunters Hill, avant d'entrer au Royal Military College, Duntroon, en 1916. Il obtient son diplôme de lieutenant en 1919 et passe les quatre années suivantes à occuper des postes d'état-major au sein des forces militaires permanentes, y compris une affectation en Grande-Bretagne,. En janvier 1924, il est muté à la Royal Australian Air Force en tant que  flying officer, et suit des cours de pilotage à la base aérienne Williams de Point Cook, Victoria,. On le surnomme « Black Jack » en hommage à son allure sombre, mais sa « réputation douteuse » en tant qu'aviateur lui vaut également l'épithète de « Crasher »,. Le 10 novembre 1925, il épouse Murielle Burke ; le couple a un fils et deux filles. En 1926, John McCauley est de retour en Grande-Bretagne, où il étudie au Royal Naval College de Greenwich et à la RAF Armament and Gunnery School. Il retourne en Australie en 1928 et est affecté au personnel du quartier général de la RAAF à Melbourne,.
Promu squadron leader, John McCauley est affecté une troisième fois en Grande-Bretagne en 1933. Il obtient un diplôme du RAF Staff College (Andover), et se qualifie comme Instructeur (aviation) à la Central Flying School à la RAF Wittering (en). L'année suivante, il est attaché au ministère de l'Air à Londres,. De retour en Australie en 1935, John McCauley rejoint la Directorate of Training de la RAAF. En septembre de la même année, il impose à toutes les bases aériennes d'élaborer des plans de défense locale. Il inaugure également une politique de niveau opérationnel pour l'armée de l'air, ordonnant aux unités de rédiger une doctrine adaptée à leur rôle de combat, telle que « Striking » pour le No. 1 Squadron et « Army Co-operation » pour le No. 3 Squadron. Décrit comme « un grand leader, avec beaucoup de force », John McCauley obtient le poste de Director of Training en 1936. Il obtient son Bachelor of Commerce (en) à l'université de Melbourne la même année, après avoir étudié à temps partiel depuis 1929. Sa qualification tertiaire est inhabituelle pour un officier des services généraux dans l'armée de l'air d'avant-guerre, dont les pilotes n'apprécient généralement « guère plus que leur aptitude au vol ». En 1939, il est élevé au rang de wing commander et est commanding officer et chief flying instructor of the cadet wing à Point Cook,.

### Seconde Guerre mondiale

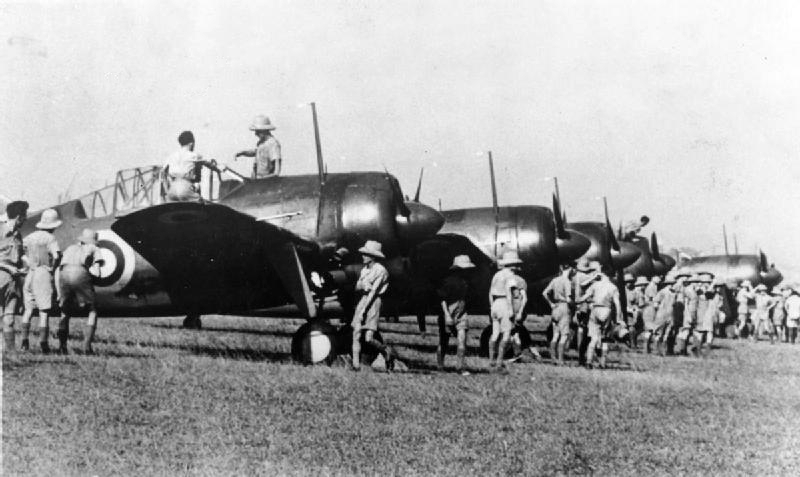
RAAF Brewster Buffalos at Singapore's Sembawang air base, commanded by Group Captain McCauley, in October 1941

L'ancienneté de John McCauley et son expérience en matière d'instruction le maintiennent en Australie pour des missions de formation pendant les dix-huit premiers mois de la Seconde Guerre mondiale. De mars à octobre 1940, il est le premier commandant de No. 1 Engineering School d'Ascot Vale, dans l'État de Victoria,. Promu group captain, il prend ensuite la tête de la No. 1 Flying Training School RAAF de Point Cook jusqu'en juillet 1941, date à laquelle il passe la main au wing commander Elwyn King. Pendant le mandat de John McCauley, le nombre d'avions exploités par l'école double par rapport à son effectif initial de 52, et le nombre d'heures de vol mensuelles passe de moins de 1 000 à plus de 1 800.
Pendant la campagne de Malaisie en 1941-1942, John McCauley est responsable des unités de la RAAF sous la direction de la Far East Air Force (FEAF) britannique. En tant que commandant de la base RAF Sembawang (en), au nord-est de Singapour, à partir d'août 1941,, il supervise personnellement l'entraînement et les opérations des escadrons No. 1 et No. 8 Squadron RAAF (en), qui pilotent des bombardiers légers Lockheed Hudson. Il avertit également l'Air Chief Marshal Sir Robert Brooke-Popham, commandant en chef de la FEAF, des faiblesses des défenses aériennes alliées,. Déployés dans des bases avancées de la péninsule malaise, les Hudson de McCauley sont les premiers avions alliés à repérer les transports de troupes japonais convergeant au large de l'Indochine le 6 décembre, et ils attaquent la flotte en dépit d'un feu défensif nourri,. À Noël, alors que les Alliés se retirent de Malaya, Sembawang est " l'aérodrome le plus actif de l'île de Singapour ", avec deux escadrons de bombardiers néerlandais Glenn Martin, les restes des unités Hudson, ainsi que squadrons numéros 21 (en) et 453 (en) (fusionnés en raison des pertes sous le squadron 21/453), qui exploitent des Brewster Buffalo obsolètes,. Le 29 janvier 1942, John McCauley prend la direction de l'aérodrome P.2 près de Palembang, à Sumatra, et commande toutes les opérations aériennes du Commonwealth émanant de cette base,. Avec les avions dont il dispose, complétés par des Hawker Hurricane et des Bristol Blenheim, il mène des attaques contre les convois ennemis avant d'évacuer la zone le 15 février 1942, le jour de la capitulation de Singapour. Après que les communications entre lui et le quartier général local de la RAF ont été coupées, McCauley est laissé à lui-même pour prendre les dernières dispositions en vue de la démolition des équipements et du départ du personnel,. Il était déjà intervenu pour empêcher le quartier général de la RAF de dissoudre le 21e escadron et d'utiliser son personnel comme main-d'œuvre à Sumatra, en organisant plutôt leur transport en tant qu'unité vers Batavia, où ils ont ensuite embarqué pour l'Australie. John McCauley dirige le dernier groupe à quitter Palembang et est félicité pour avoir organisé le retour en toute sécurité en Australie de nombreux membres de l'armée de l'air du Commonwealth,.

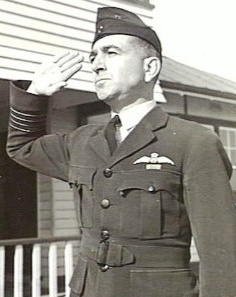
Le Group Captain McCauley en 1943.

Après son retour en Australie à la fin du mois de février 1942, John McCauley occupe brièvement le poste d'officier supérieur de l'état-major de l'armée de l'air au North-Western Area Headquarters à Darwin, dans le Territoire du Nord. Il prend le poste de Deputy Chief of the Air Staff (DCAS) en mai et est nommé Commandeur de l'Ordre de l'Empire britannique (CBE) dans les honneurs de l'anniversaire du roi de 1943, promulgués le 2 juin,. Cette distinction récompense le « courage, les capacités et les qualités de dirigeant » dont il a fait preuve dans des « conditions éprouvantes et difficiles au cours d'une période de service en Extrême-Orient »,. Le mois suivant, il est promu  temporairement Air commodore. Lors d'une inspection du No. 10 Group à l'aéroport de Nadzab en mars 1944, John McCauley apprend que si la formation australienne n'est pas en mesure d'augmenter son taux d'effort opérationnel, ses unités seraient retirées de leurs aérodromes avancés. En conséquence, le quartier général de la RAAF augmente alors l'envoie de pilotes et d'équipement au groupe, qui est alors en mesure d'atteindre, et plus tard de dépasser, le taux d'effort atteint par les unités comparables de la Fifth Air Force américaine. C'est également à cette époque qu'il lance un programme de recherche visant à déterminer une formule appropriée pour la rotation et la relève du personnel au sol, ainsi que du personnel navigant, sous les tropiques.
À la fin de son mandat de DCAS, John McCauley est affecté dans le théâtre européen en novembre 1944 et sert jusqu'à la fin de la guerre en tant qu'Air Commodore (opérations) de la Second Tactical Air Force (2e TAF),. Fermement sollicité par les Britanniques pour ce poste particulier, John McCauley l'occupe en décembre au siège de la formation à Bruxelles,. Ce rôle l'amène à diriger plus de 70 squadrons du Commonwealth et d'Europe dans le cadre d'opérations contre l'Allemagne, ce qui est « unique » pour un officier de la RAAF pendant la guerre. Il quitte la 2e TAF en juillet 1945 puis rentre en Australie cette même année.

### Carrière d'après-guerre

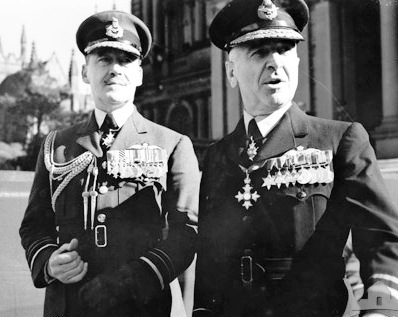
L'Air Vice Marshal John McCauley (à droite) en tant qu'AOC Eastern Area avec le Chief of the Air Staff, l'Air Marshal Hardman, lors d'un défilé de la No. 78 Wing peu avant son départ pour des fonctions de garnison à Malte en juillet 1952.

Parmi une petite coterie de commandants de la RAAF du temps de guerre destinés à occuper des postes plus élevés, John McCauley conserve son grade d'air commodore après la fin du conflit,. Il occupe à nouveau le poste de Deputy Chief of the Air Staff en 1946-1947. Promu Air Vice Marshal, il est Chief of staff du lieutenant-général Horace Robertson au quartier général de la Force d'occupation du Commonwealth britannique au Japon, de juin 1947 à juin 1949. Deux autres diplômés de Duntroon, les Air Vice Marshals Frank Bladin et Alan Charlesworth, l'ont précédé et lui succède à ce poste,. À son retour en Australie, John McCauley est nommé Air Officer Commanding Eastern Area. Pendant l'insurrection malaise, il forme les avions de la RAAF destinés à être déployés au sein de la No. 90 (Composite) Wing (en), conformément aux instructions du  Chief of the Air Staff Air Marshal George Jones, afin de s'assurer qu'ils opèrent avec un certain degré d'autonomie plutôt que d'être dispersés au sein d'autres groupes alliés,. Il est nommé Compagnon de l'Ordre du Bain (CB) lors du Birthday Honours de 1951.
En janvier 1952, l'Air Marshal Jones est remplacé par l'Air Marshal Sir Donald Hardman de la Royal Air Force. La décision du Premier ministre Robert Menzies de nommer un officier britannique au poste de chef d'état-major de l'armée de l'air suscite la controverse en Australie, d'autant plus qu'il déclare qu'il n'y a « aucun officier de la RAAF ayant l'âge ou l'expérience opérationnelle suffisante pour occuper le poste de chef d'état-major de l'armée de l'air », ce qui ne tient pas compte des résultats obtenus en temps de guerre par des personnalités comme John McCauley. Hardman modifie la structure de l'armée de l'air, qui passe d'une structure basée sur la zone géographique à une structure basée sur la fonction. Ainsi, le commandement de la zone orientale de John McCauley devient le Home Command (aujourd'hui Air Command) en 1953,. Promu Air marshal, John McCauley succède à Hardman au poste de Chief of the Air Staff lorsque le mandat de deux ans de ce dernier prend fin en janvier 1954. Selon l'historien officiel de la RAAF Alan Stephens, John McCauley était « tout aussi prêt à devenir CAS en 1952 qu'il l'était en 1954 », et un observateur contemporain a déclaré que « rarement un officier mieux préparé n'a dirigé une branche des services australiens »,. Il est le premier des quatre anciens cadets de Duntroon à diriger successivement l'armée de l'air entre 1954 et 1969, suivi par les Air Marshals Frederick Scherger, Valston Hancock et Alister Murdoch.

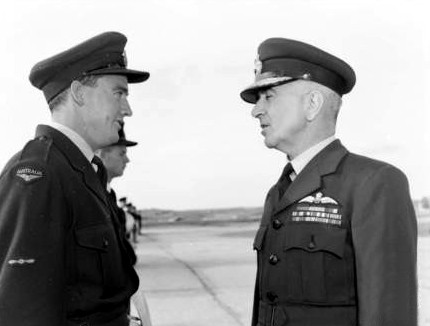
L'Air Marshal John McCauley (à droite), en tant que Chief of the Air Staff, visitant le No. 78 Wing à Malte peu avant son retour en Australie, décembre 1954.

John McCauley est élevé au rang de Chevalier Commandeur de l'Ordre de l'Empire britannique (KBE) en 1955 lors de la New Year Honours. En octobre 1956, il fait une présentation sur les concepts de puissance aérienne à laquelle assistent le Premier ministre Menzies ainsi que les autres chefs de service australiens. John McCauley identifie la Malaisie et l'Indochine, en particulier le Viêt Nam, comme des zones probables pour les futurs déploiements de la RAAF, préconisant une présence continue à Singapour en raison de son importance stratégique pour la défense de l'Australie, comme il l'avait constaté de première main pendant la Seconde Guerre mondiale. Il recommande également qu'un bombardier léger supersonique remplace l'English Electric Canberra, un avion à ailes droites obsolète, principalement utilisé pour l'interdiction en Asie du Sud-Est. Le mandat de John McCauley en tant que CAS voit le début d'une tendance pour la RAAF à s'équiper avec des types d'avions américains de préférence aux types britanniques, avec des recommandations pour le F-104 Starfighter (bien que finalement le Dassault Mirage III français soit acheté) et le C-130 Hercules. Cette décision découle en partie de son inspection des unités de l'armée de l'air alliée pendant la guerre de Corée, au cours de laquelle il constate que celles qui utilisent du matériel américain sont bien mieux approvisionnées en pièces détachées et en avions de remplacement que celles qui disposent d'équipements britanniques. Certains de ses commandants en chef préconisent le remplacement du Canberra par des bombardiers lourds Avro Vulcan, mais John McCauley ne retient pas cette option, préférant se concentrer à court terme sur la nouvelle technologie des chasseurs. Il tient également à soutenir l'industrie aéronautique australienne dans la mesure du possible,.
John McCauley est à l'origine du réaménagement de la base aérienne de Darwin, dans le Territoire du Nord, en tant que première étape d'une stratégie de défense avancée. Son objectif est de faire de Darwin la « principale base australienne pour la guerre » et un point de départ pour les déploiements en Asie du Sud-Est, plutôt qu'une simple station de transit. Au cours des dix années suivantes, le No. 5 Airfield Construction Squadron transforme les pistes, les bâtiments et les autres infrastructures de la base en une installation moderne capable de gérer des opérations d'envergure. Le successeur de John McCauley au poste de CAS, l'Air Marshal Scherger, pousse ce concept encore plus loin en concevant une série de bare bases de première ligne dans le nord de l'Australie, en commençant par les plans de la base Tindal de la RAAF en 1959. Alan Stephens estimera plus tard que John McCauley et Scherger « faisaient partie des meilleurs chefs de la RAAF ».

### Après la RAAF
Après avoir pris sa retraite de la RAAF le 18 mars 1957, John McCauley s'engage dans des organisations d'aide sociale, présidant des campagnes pour la National Heart Foundation, Freedom From Hunger, la Royal Humane Society et le Cancer Council à la fin des années 1950 et au début des années 1960,. De 1964 à 1974, il est président fédéral de l'Association de l'armée de l'air,. À ce titre, il approuve la proposition initiale, comprenant des statues monumentales d'aviateurs et de personnel au sol, pour le Mémorial de la RAAF qui doit être situé sur ANZAC Parade, à Canberra. Le projet finalement approuvé par le comité de sélection final est une sculpture abstraite qui a été décrite par la suite comme reflétant une « incapacité totale à comprendre la nature du service de l'armée de l'air ». John McCauley visite les unités de la RAAF au Viêt Nam en octobre 1966. En 1970, il joue un rôle de premier plan dans l'organisation du Conseil des services australiens (qui deviendra plus tard le Conseil australien des anciens combattants et des services de défense) afin de coordonner les efforts de lobbying des groupes d'anciens combattants, et en devient le premier président. Il est également président du Good Neighbour Council of New South Wales de 1966 à 1975.

### Mort
John McCauley meurt à l'hôpital St Vincent de Sydney le 3 février 1989, à la suite d'une attaque cérébrale. Âgé de 89 ans, il laisse dans le deuil ses trois enfants. Sa femme a perdu la vie deux ans avant lui,. Il est inhumé dans le cimetière et crématorium du parc Macquarie.